# Eva García Sáenz de Urturi
Eva García Sáenz de Urturi (Vitoria-Gasteiz, 20 de agosto de 1972) é uma romancista espanhola.

## Biografia
Nascida em Vitoria-Gasteiz, País Basco, Espanha, em 1972, vive em Alicante desde os quinze anos.
Embora sempre ligada à literatura e tendo conquistado vários prêmios de contos com seus primeiros escritos, sua formação em optometria a levou a se tornar diretora de uma importante empresa multinacional aos 27 anos. Após uma década no setor óptico, decidiu trabalhar na Universidade de Alicante.
Ele decidiu auto publicar seu primeiro romance La saga de los longevos, no site Amazon. Para isso, ela pagou sua própria capa, desenhou seu website e sozinha divulgou seu romance na internet.
A autora escreve mensalmente na revista literária Zenda. Ela também colabora e aparece regularmente em mídias como El Cultural, Qué Leer, El País, El Mundo, ABC, Woman, Telva e nas principais emissoras de rádio da Espanha e América Latina.
Em 2020 recebeu o Prêmio Planeta com a novela “Aquitania”, um thriller histórico que se converteu num dos livros com Prémio Planeta mais vendidos da história com doze edições de grande tiragem e catorze traduções.

## Prêmios
- Prémio Planeta com o romance Aquitania.[5]
- Mulheres mais influentes do Mundo da Cultura (500 Poderosas 2018 Yo Dona El Mundo).[6]
- Prêmio Ser de Álava 2017 (Cadena SER).[7]

## Obras

### Saga deLos longevos
- La vieja familia (2012)
- Los hijos de Adán (2014)
- El libro negro de las horas (2022)

### Trilogia deLa Ciudad Blanca
- El silencio de la ciudad blanca (2016) O Silêncio da Cidade Branca em Portugal: (Lua de Papel, 2018); no Brasil: (Intrínseca, 2020)
- Los ritos del agua (2017) em Portugal:Os Rituais da Água (Lua de Papel, 2021)
- Los señores del tiempo (2018)

### Outros
- Pasaje a Tahití (2014)
- Aquitania (2020) em Portugal: Aquitânia (Lua de Papel, 2021)

## Adaptação
- El silencio de la ciudad blanca (Netflix, 2019) baseado no livro homônimo.[8] O Silêncio da Cidade Branca (wikipedia-espanhol)